# Gare d'Angyalföld
La gare d'Angyalföld (hongrois : Angyalföld vasútállomás, prononcé [ˈɒɲɟɒlføld ˈvɒʃuːtaːllomaːʃ]) est une gare ferroviaire secondaire de Budapest.

## Service des voyageurs

### Desserte
La gare assure un accès voyageur vers le nord de la Hongrie, notamment les villes de Piliscsaba, Dorog et Esztergom (frontière avec la Slovaquie). A Budapest, la gare est connectée à la gare de Budapest-Nyugati, à la gare de Rákosrendező, à la gare d'Újpest, à la gare d'Aquincum felső, à la gare d'Óbuda et à la gare d'Üröm.

### Intermodalité
La gare est desservie par la ligne 14 du tramway de Budapest et bare des bus du réseau de bus BKV, ligne 120.